# Petit Combin
Petit Combin – szczyt w Alpach Pennińskich, części Alp Zachodnich. Leży w południowej Szwajcarii w kantonie Valais, blisko granicy z Włochami. Należy do masywu Grand Combin. Szczyt można zdobyć ze schronisk Cabane Marcel Brunet (2103 m) lub Cabane de Panossière  (2645 m). Pod szczytem zalega lodowiec Glacier de Corbassière.